# Esperantina (Tocantins)
Esperantina est une municipalité brésilienne située dans l’État du Tocantins. En 2015, sa population est de 10 506 habitants.

## Source de la traduction
- (pt) Cet article est partiellement ou en totalité issu de l’article de Wikipédia en portugais intitulé « Esperantina (Tocantins) » (voir la liste des auteurs).